# 紫川信号場
紫川信号場（むらさきがわしんごうじょう）は、福岡県北九州市小倉北区に所在した九州旅客鉄道（JR九州）鹿児島本線・日豊本線の信号場である。両線の重複区間に存在するが、実質的には鹿児島本線の単独信号場である。

## 背景
小倉駅構内の紫川橋梁改良工事が進められ、工事スペースの関係上、橋梁部分の貨物線が単線化されるために設置されたのが当信号場である。
なお、工事完了により現在は単なる閉塞境界として機能しており、JR貨物の運行情報に信号場名が記載されることがある。

## 歴史
- 2000年（平成12年）9月11日：開設。

## 構造
かつて紫川にかかる橋はガードなし鉄橋だったが、2000年（平成12年）9月11日に当信号場が開設されて以来、貨物線の単線化とともに、当初は鹿児島本線旅客下り線部分のみ単線型の仮設鉄橋が設置され、貨物線から順に2線ずつのペースでコンクリート橋への改修工事が進められている。所定の貨物線の工事を終えて鹿児島本線旅客線部分の工事に取掛かったのは2003年（平成15年）10月半ば頃で、所定の貨物線部分および鹿児島本線旅客専用上り線部分は既にバラスト軌道で完成している。日豊本線部分は未着工の鉄橋で、コンクリート橋で完成済の鹿児島本線貨物専用線および旅客専用線部分と比較して線路の高さが一段低い状況である。
2007年（平成19年）11月17日深夜から18日未明にかけて所定の鹿児島本線旅客専用線部分の工事を終えて、鹿児島本線旅客専用下り線のみ仮設鉄橋から所定の上り線部分へ移設されたため、仮設鉄橋部分は暫く使用停止とされた。
2008年（平成20年）11月20日時点では、所定の下り線および単線型の仮設鉄橋部分は新たなレール、枕木、バラスト整備が行われており、2009年（平成21年）1月1日19:30から1月2日未明にかけて日豊本線上り線および下り線についてもそれぞれ仮設線路への切替が行われた。
この仮設切替後は、日豊本線部分の改修工事に取り掛かる予定である。北九州市の都市計画の一環で行われているこの橋の改修工事は2011年（平成23年）度まで続く予定となっている。

## 隣の駅
九州旅客鉄道（JR九州）
鹿児島本線・日豊本線
小倉駅 - （紫川信号場） - 西小倉駅